# Ministère de l'Éducation du Reich
Le ministère de l’Éducation du Reich (en allemand : Reichserziehungsministerium, REM) était un ministère du Reich allemand créé le 1er juin 1934 par le régime nazi.

## Organisation
Le ministre est Bernhard Rust. Il est assisté d'un adjoint pour les directions scientifiques :
- 1934-1937 : Theodor Vahlen (en) ;
- 1937-1939 : Otto Wacker ;
- 1939–1945 : Rudolf Mentzel (en).